# Galtgarben
Der Galtgarben (russisch Гальтгарбен) ist mit 111 m der höchste Punkt des Alkgebirges im Samland und liegt im heutigen Rajon Selenogradsk. Im Winter wird er seit Ende der 1920er Jahre zum Skifahren genutzt.

## Geschichte

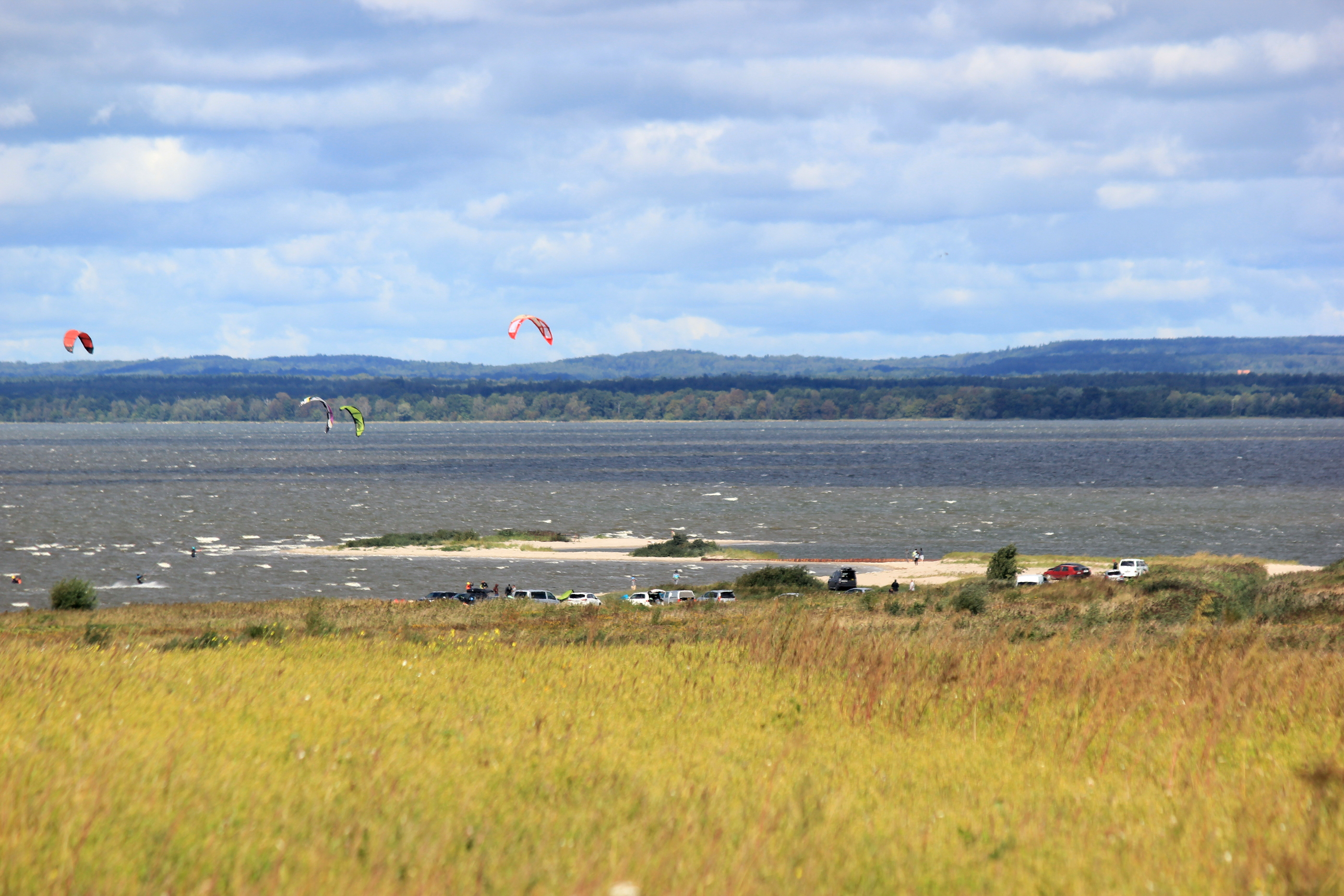
Blick über das Frische Haff zum Galtgarben

Zunächst noch mit den Bürgern Königsbergs begingen die Studenten der Albertus-Universität Königsberg auf dem Galtgarben Gedenkfeiern an die Befreiungskriege, 1817 an die Völkerschlacht bei Leipzig und ab dem 18. Juni 1818 an die Schlacht bei Belle-Alliance. Die Königsberger Studentenschaft feierte dort bis 1939 die sommerlichen Sonnenwendfeste und später die Palaestrafeste.
Zu Ehren der siegreichen Ostpreußischen Landwehr wurde auf dem Gipfel das Landwehrkreuz errichtet. Der Kriegsrat Johann Georg Scheffner hatte es initiiert. Noch lange waren Reste einer prussischen Fliehburg zu erkennen. Mit Beginn der skitouristischen Nutzung Ende der 1920er Jahre wurde die Ostpreußenschanze errichtet.
1910 erwarben der Stadt- und Landkreis Königsberg den Galtgarben.
Im Frühjahr 1945 war der Berg Schauplatz schwerer Gefechte. Seit den 1960er Jahren befindet sich auf dem Gipfel des Berges ein Militärstützpunkt.

## Literarisches

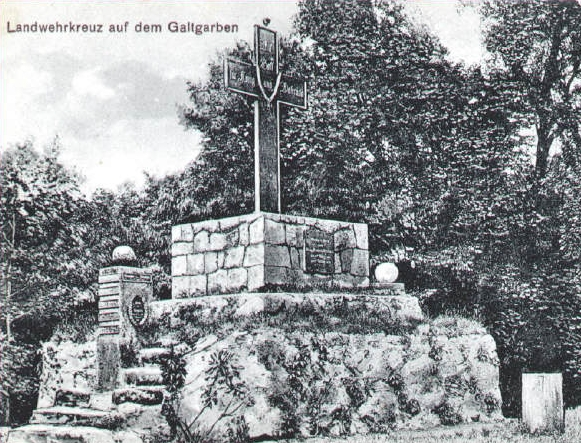
Landwehrkreuz

In der Demagogenverfolgung zog das Galtgarbenfest am 18. Juni 1822 die Verfolgung von Königsberger Studenten nach sich. Während jener Feier wurde das Galtgarbenlied erstmals gesungen:
Nun so sei der Bund gemacht!
Heilig diese Stunde!
Und die sternenhelle Nacht
Leuchte unserm Bunde!
Unsern Bund trennt nicht der Tod,
Kein Geschick und keine Not
Soll unsre Freundschaft stören!
Einst werden wir uns wiedersehn
Und fester stehn
Und unsern Bund erneuern.
Die letzten drei Zeilen des Lieds wurden auf studentischen Leichenbegängnissen zitiert. Nach 1918 waren sie nur noch beim Corps Masovia Brauch; von jeher stehen sie seinem Mitgliederverzeichnis voran. Im Liederbuch der Albertina hat Ludwig Clericus das Lied der Nachwelt erhalten.
In ihrem geschichtlichen Roman Das Taubenhaus berichtet Erminia von Olfers-Batocki über das Galtgarbenfest im Jahre 1832.

## Bismarckturm

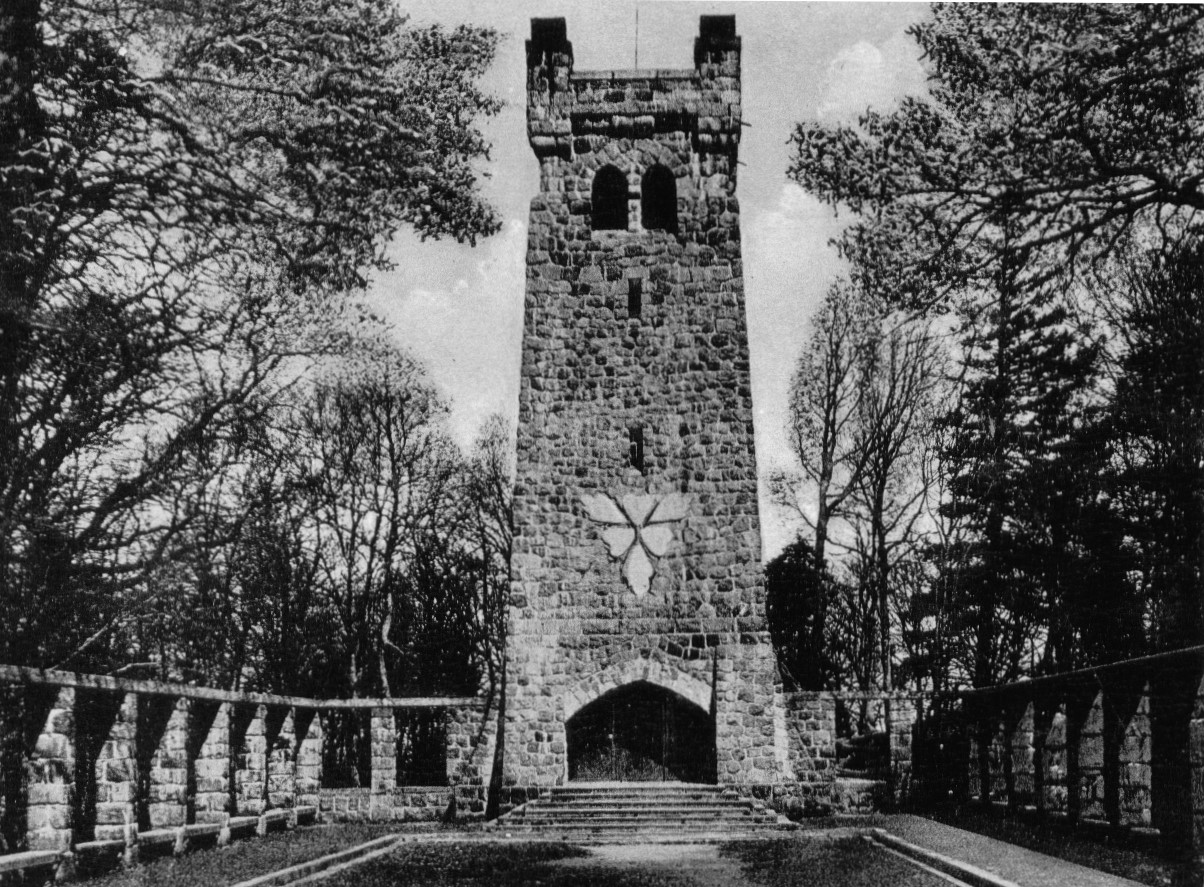
Bismarckturm mit stilisiertem Bismarck-Wappen

1898 initiierte der Alldeutsche Verband den Turmbau. Den Architektenwettbewerb gewann Richard Jepsen Dethlefsen. Der Turm wurde am 23. September 1906 eingeweiht und ab 1908 durch den Kreis Fischhausen betreut. Anlässlich von Bismarcks 10. Todestag besuchte die Königsberger Studentenschaft den Turm am 23. Juli 1908. Im Sommer 1914, kurz vor Beginn des Ersten Weltkriegs, wurde vor dem Turmeingang auf der Südseite eine Festhalle mit Steinsäulen und Steinbänken geschaffen. Der Aufgang zum Turm wurde als Rednertribüne genutzt. Zu Beginn der Schlacht um Ostpreußen im Januar 1945 sprengte sich die letzte deutsche Truppeneinheit im Bismarckturm in die Luft.